# Хургин, Хаим
Хаим (Ефим) Шлёмович Хургин (ивр. משה חיים חורגין‎) (1855 год, Минск, Российская империя — 29 мая 1938 года, Тель-Авив, Британская Палестина) — народоволец, зубной врач, политический деятель, член Рады Белорусской Народной Республики, впоследствии один из руководителей сионистского движения.

## Биография
Хаим Хургин родился в Минске в 1855 году. Отец — Яков-Шлойме, служил шамесом в синагоге, мать — Ноэми, занималась продажей париков, снабжала на благотворительных началах учащихся иешив и заключённых-евреев бесплатным питанием.
Получил религиозное образование в хедерах, иешивах Минска и Воложина. Учился в Дерптском и Харьковском университетах, получил диплом зубного врача. Под влиянием русской литературы реализма и радикальных течений в России присоединился к движению «Народная воля». В рядах организации стал заниматься подпольной работой, был курьером для связи с Женевой, Лондоном, Петербургом, Вильно и Минском. Получил партийное прозвище «Сердитый Хаим». После раскола «Народной воли» Хургина отправили в Женеву, чтобы примирить враждующие стороны.
В 1882 году он был привлечён за тайный провоз из-за границы письма эмигранта Льва Гартмана и в административном порядке приговорён к 8 месяцам и отдан под особый надзор полиции на 3 года. Отбывая надзор в Минске, Хургин в 1883 году основал первые в Российской империи еврейские рабочие кружки. В законспирированных кружках к 1885 г. участвовало 160 человек, распространялась полученная из Санкт-Петербурга народовольческая литература. В кружках Хургина занимались среди прочих будущий известный метеоролог Р.A. Протас, социалист «Кивель» (Шмулевич), революционер В. И. Слепян. По свидетельству И. А. Гурвича, «народовольческие» кружки Хургина не носили социал-демократический характер, а скорее находились под влиянием бакунинского анархизма. Одной из задач минских кружков было создание ядра интеллигентных рабочих, чтобы распространять среди них народовольческие идеи. В «народовольческий» период своей деятельности Хургин высказывался за непосредственный захват революционерами власти.
Во время отбывания тюремного срока познакомился со своей будущей женой Эстер (Эсфирь), дочерью раввина Якова Аронсона, революционеркой и весьма образованной женщиной. Прямо в тюрьме молодые люди поженились, а стражники были их шаферами.
Написал прошение о помиловании и был освобождён из тюрьмы. Начал работать дантистом в Минске. Занялся общественной работой и был избран одним из руководителей муниципального ипотечного банка. Помогал учреждениям образования, обучающим еврейскую молодёжь ремёслам и сельскому хозяйству, в частности сельскохозяйственной школе для детей из бедных еврейских семей в предместье Курасовщина.
В 1897 году, после Первого сионистского конгресса, официально присоединился к сионистскому движению и стал координатором практической работы сионистов в Минске, являясь одним из создателей и руководителей «Первого сионистского кружка». Избран делегатом на Пятый сионистский конгресс в Базеле в 1901 году и Десятый сионистский конгресс в 1911 году.
Хургин был председателем городского сионистского комитета и членом подготовительного комитета второй конференция российских сионистов, состоявшейся 4-10 сентября 1902 г. в Минске. Сотрудничал с видными сионистами С. Я. Розенбаумом и Ю. Д. Бруцкусом. Продолжал играть важную роль в деятельности Минского городского муниципалитета. В 1905 г. был одним из создателей минского отделения «Союза для достижения полноправия еврейского народа в России».
В 1912 году посетил Палестину. Во время Первой мировой войны был председателем Еврейского комитета помощи жертвам войны (ЕКОПО). После Февральской революции 1917 года был главой еврейской фракции в Минской городской думе. В марте 1917 г. избран в Минский комитет общественной безопасности от еврейского населения. Член Центрального комитета сионистской организации Беларуси и председатель Еврейской демократической общины в Минске, во время немецкой оккупации — член президиума Национального совета белорусских евреев. Хургин был избран в Совет Первого Всебелорусского съезда как представитель городской думы, впоследствии — членом Рады Белорусской Народной Республики.
19 сентября 1919 года выступал с приветственным словом во время визита Юзэфа Пилсудского в захваченный польскими войсками Минск. Несмотря на требования комиссариата по еврейским делам Наркомнаца, участвовал в январе 1920 года в конференции всех белорусских еврейских общин в Минске, где был выбран почётным председателем «Народного совета» — центрального учреждения всех еврейских общин региона. В том же 1920 году Хургин участвовал в качестве представителя белорусских евреев на сионистской конференции в Лондоне, после которой уже не смог вернуться в занятый большевиками Минск.
В 1921 году переехал жить в Палестину и поселился в Тель-Авиве. В Подмандатной Палестине продолжал заниматься общественными делами, был председателем наблюдательного комитета гимназии «Герцлия», членом правления банка «Купат Ам», одним из основателей Лиги борьбы с туберкулёзом. Хургин также был членом комитета Гистадрута общих сионистов. В 1928 году участвовал в выборах в мэрию Тель-Авива от объединённого списка «общих сионистов» и «сионистов-ревизионистов» (11-й в списке, 1-й — Меир Дизенгоф).
Хаим Хургин умер 26 мая 1938 года. Похоронен на «Старом кладбище» в Тель-Авиве.